# La Montagne bleue
Pour plus de détails, voir Fiche technique et Distribution.
La Montagne bleue (青い山脈, Aoi sanmyaku), littéralement Chaîne de montagnes bleues, est un film japonais en noir et blanc sorti en 1949 réalisé par Tadashi Imai d'après le roman Aoi sanmyaku (青い山脈) de Yōjirō Ishizaka paru en 1949.

## Synopsis
Yukiko Shimazaki, une professeur d'anglais, vient de Tokyo pour enseigner dans un collège de jeunes filles d'une petite ville de province aux idées étriquées.

## Fiche technique

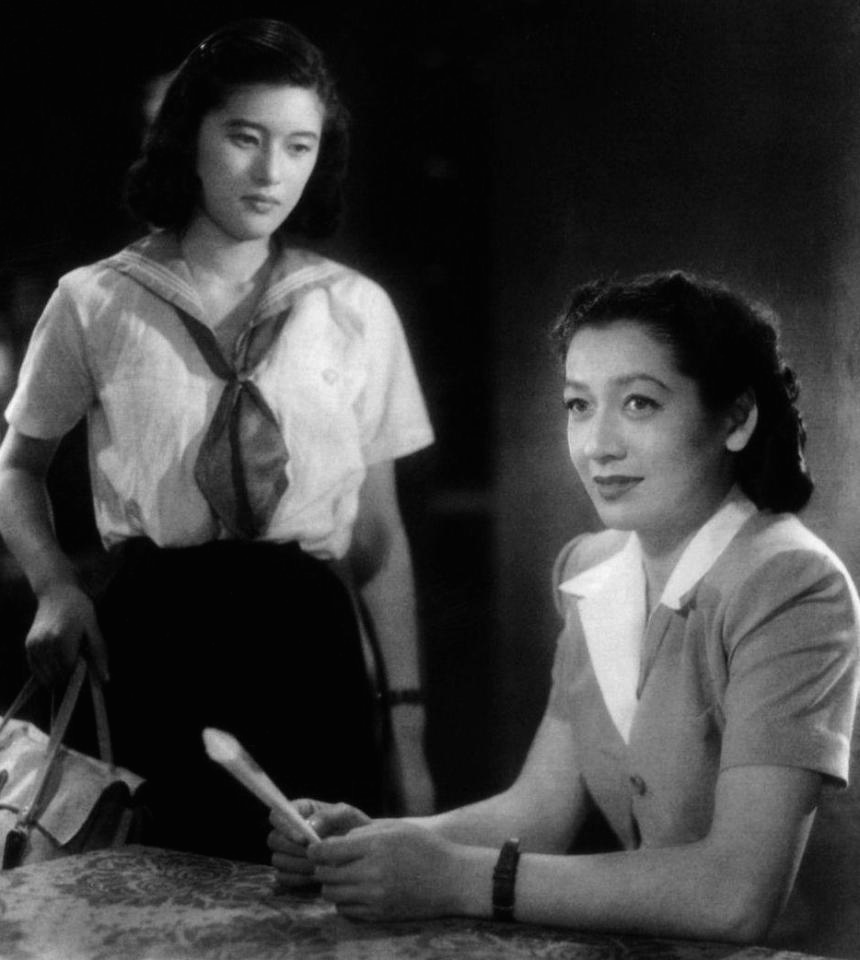
Yōko Sugi et Setsuko Hara.

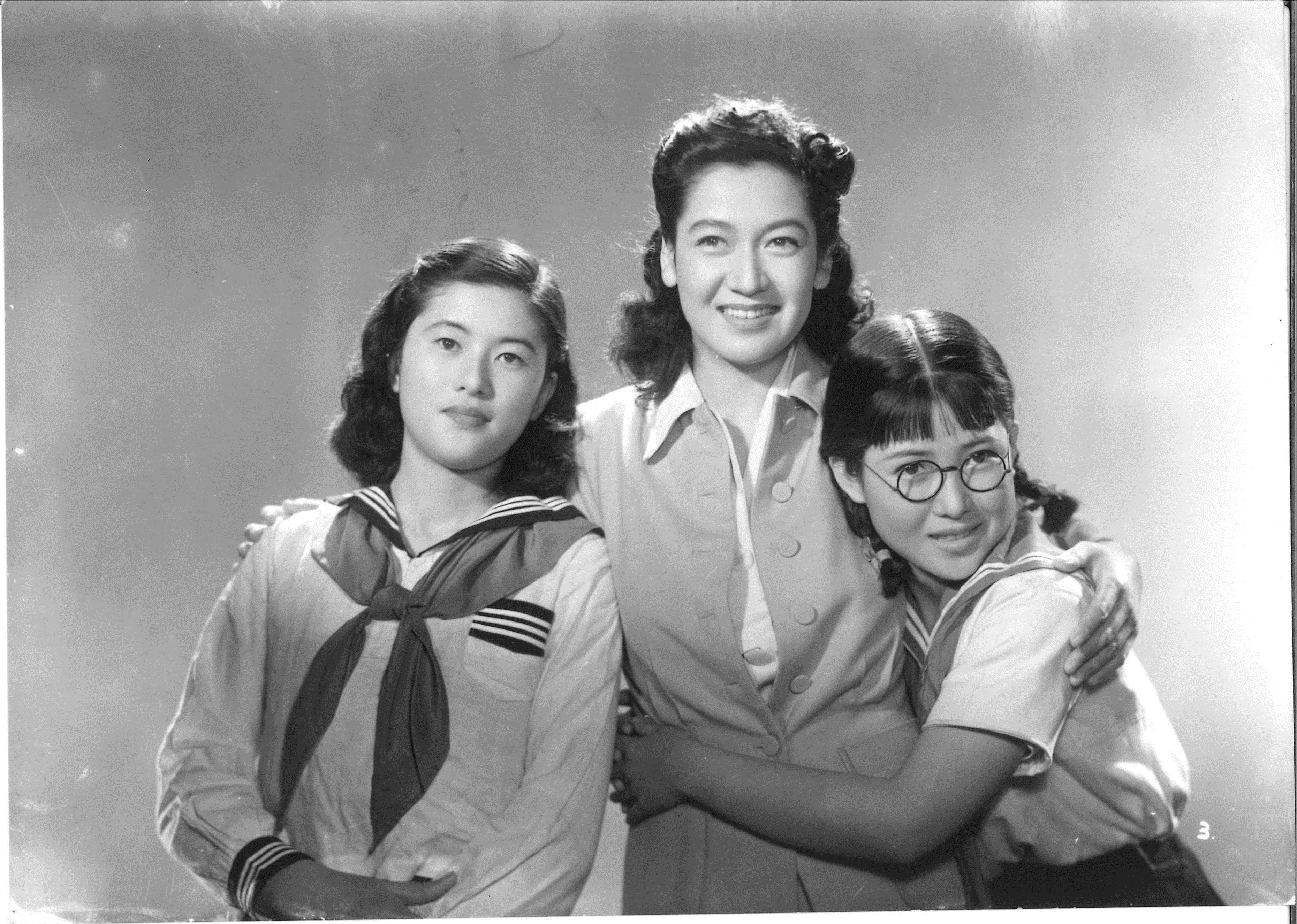
Yōko Sugi, Setsuko Hara et Setsuko Wakayama.

- Titre français : La Montagne bleue
- Titre original : 青い山脈 (Aoi sanmyaku?)
- Réalisation : Tadashi Imai
- Scénario : Toshirō Ide d'après le roman Aoi sanmyaku (青い山脈?) de Yōjirō Ishizaka
- Photographie : Asakazu Nakai
- Musique : Ryōichi Hattori
- Direction artistique : Sō Matsuyama
- Producteur : Sanezumi Fujimoto
- Sociétés de production : Tōhō et Fujimoto Productions
- Pays de production :  Japon
- Langue originale : japonais
- Format : noir et blanc — 1,37:1 — 35 mm — son mono
- Genre : drame
- Durée : 92 minutes
- Date de sortie : Japon : 19 juillet 1949

## Distribution
- Setsuko Hara : Yukiko Shimazaki
- Ryō Ikebe : Rokusuke Kaneya
- Michiyo Kogure : Umetaro
- Yōko Sugi : Shinko Terazawa
- Ichirō Ryūzaki (ja) : Tamao Numata
- Setsuko Wakayama : Kazuko Sasai
- Hajime Izu : Gen-Chan
- Kamatari Fujiwara : Okamoto-san

## Autour du film
Le thème musical du film est chanté par Ichirō Fujiyama et Mitsue Nara.
Les romans de Yōjirō Ishizaka sont à la mode depuis les années trente et plus particulièrement dans les dix années qui suivent la seconde guerre mondiale. L'auteur, parfaitement à l'aise sur la question de l'amour libre admis sous l'occupation, élabore dans son roman un plaidoyer plein d'humour en faveur de l'existence de relations idéales entre hommes et femmes. Le film de Tadashi Imai rencontre le succès auprès d'un public désireux de tourner la page sur la période qui s'achève.

## Récompenses et distinctions
- 1950 : Prix Mainichi de la meilleure actrice pour Setsuko Hara[3]
- 1950 : Prix Mainichi du meilleur second rôle féminin pour Michiyo Kogure[3]
- 1950 : Prix Mainichi de la meilleure image pour Asakazu Nakai[3]

## Autres adaptations
Le roman original a connu deux autres adaptations :
- 1963 : Aoi sanmyaku (青い山脈?) de Katsumi Nishikawa[4]
- 1975 : Aoi sanmyaku (青い山脈?) de Yoshisuke Kawasaki[5]